# Lepidophyma lipetzi
Lepidophyma lipetzi (тропічна нічна ящірка Ліпеца) — вид сцинкоподібних ящірок родини нічних ящірок (Xantusiidae). Ендемік Мексики.

## Поширення й екологія
Тропічні нічні ящірки Ліпеца відомі з типової місцевості, що лежить за 30 км на північ від Чінталапи в штаті Оахака, на висоті 600 м над рівнем моря. Вони живуть у сезонних вологих тропічних лісах, серед каміння й повалених дерев.

## Збереження
МСОП класифікує цей вид як такий, що перебуває під загрозою зникнення. Lepidophyma lipetzi загрожує знищення природного середовища.